# Owlwoman
Owlwoman è un personaggio immaginario, una supereroina dell'Universo DC.

## Storia del personaggio
Wenonah Littlebird è una nativa americana purosangue dell'Oklahoma che rappresentava la tribù Kiowa. Divenne Owlwoman e fu vista per la prima volta mentre aiutava Hawkman e Hawkwoman a smantellare una bomba nel buio di un campo dell'Oklahoma. Prese anche parte alla Crisi sulle Terre infinite. Le fu offerta l'opportunità di diventare un membro dei Guardiani del Globo, una squadra di eroi internazionali, e accettò. Mentre era con la squadra, si innamorò del compagno di squadra Jack O'Lantern, e i due divennero una coppia.
Dopo che il suo ragazzo lasciò i Guardiani del Globo, Owlwoman andò in Byalya dove fu sottoposta al lavaggio del cervello ed inserita nell'armata di Queen Bee. I due ex-Guardiani, insieme, aiutarono la criminale nel suo piano di conquista del mondo. Jack O'Lantern e Owlwoman furono manipolati perché mettessero i Guardiani del Globo sotto il suo comando. In una battaglia contro la Justice League, Owlwoman tradì i suoi compagni di squadra ed uccise un Jack O'Lantern impostore. Successivamente scoprì il vero Jack O'Lantern vivo in una segreta, insieme al Dottor Mist.

### Fain
Successivamente i tre eroi si riunirono ai Guardiani del Globo. Sfortunatamente, il gruppo venne di nuovo preso di mira, questa volta da Fain Y'onia. Godiva ed Impala persero i propri poteri. A Bushmaster spararono in testa durante un confronto con Fain. Nella battaglia finale nel deserto dell'Arizona, Tuatara venne colpita così forte da finire in coma e Thunderlord venne ucciso.

### Nuovo team
Lavorando fuori dal Dome (ora ubicata in un'isola sconosciuta del Pacifico), Owlwoman e i Guardiani del Globo rimanenti eressero una statua commemorativa ai loro amici deceduti. Si rivelò infine che Martian Manhunter aiutò la squadra a reclutare alcuni membri, inclusi Cascade dall'Indonesia, Centrix dal Canada, Tundra dalla Russia e Chrysalis dalla Francia. Le nuove reclute furono fatte incontrare con l'approvazione degli altri, ed insieme continuarono l'eredità dei Guardiani del Globo.
Owlwoman ed Olympian sono due delle dozzine di eroi comparsi in Crisi infinita n. 6, proteggendo con successo la città di Metropolis dalla Società segreta dei supercriminali.

## Poteri
Owlwoman possiede delle abilità magiche che le permettono di volare scivolando sulle correnti d'aria e di vedere nel buio più totale. Possiede anche un acuto senso dell'olfatto e dell'udito, e ha un eccellente metodo di caccia e un acuto senso dell'orientamento. Dopo che fu sottoposta al lavaggio del cervello da Queen Bee, Owlwoman ottenne degli artigli retrattili con cui poteva tagliare anche l'acciaio.